# Ordo Templi Orientis

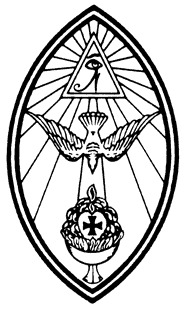
Lamen de la O. T. O.

La Ordo Templi Orientis (Orden del Templo Oriental en latín), conocida por sus siglas O. T. O., es una sociedad secreta ocultista y una organización mágica hermética. Los orígenes de la O. T. O. están vinculados a los ocultistas germanoparlantes Carl Kellner, Theodor Reuss, Heinrich Klein y Franz Hartmann. Cuando se conformó, se intentó que la O. T. O. estuviera modelada como la francmasonería europea y asociada a esta.
El fundador y primer líder de la orden, Carl Keller, quiso crear una Academia Masónica en la que se pudieran conferir varios ritos de masonería de alto grado en los países de habla alemana.
Tras la muerte de Reuss, el escritor y ocultista Aleister Crowley asumió el control de la orden. Crowley había sido introducido en la O. T. O. por Reuss en la década de 1910. Crowley cambió la filosofía rectora de la orden para imponer el sistema ocultista creado por él mismo, llamado Thelema. Con este cambio, la O. T. O. cesó su otorgamiento de grados masónicos y esos requisitos de membresía.
Tras la muerte de Crowley en 1947 cuatro ramas principales de la O. T. O. reclamaron ser las únicas sucesoras de la organización original y la primacía sobre las demás. Los tribunales dictaminaron que la organización incorporada por un estudiante de Crowley, Grady McMurtry, en 1979 es la continuadora legal de la orden así como la dueña exclusiva del nombre, la marca, el copyright y otros aspectos de la O. T. O. de Crowley.

## Historia

### Orígenes

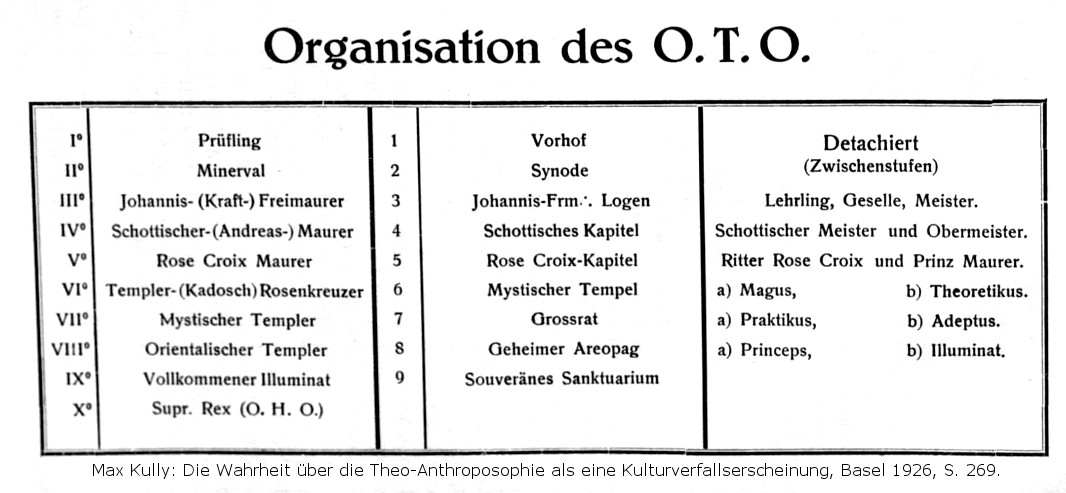
Diagrama de organización de la O. T. O. en alemán de 1926.

Se originó en Alemania o Austria entre 1895 y 1906. Parece ser que fue fundada por Carl Kellner (1851–1905), un próspero industrial austríaco, en 1895, aunque no se puede verificar nada relacionado con la orden hasta 1904. Kellner buscaba establecer una Academia Masónica dentro de la cual se podrían conferir títulos masónicos de alto grado en las naciones de habla alemana.
Theodor Reuss (1855–1923) colaboró con Kellner en la creación de la O. T. O. y le sucedió como líder de la orden tras su muerte. Bajo el liderazgo de Reuss, se otorgaron estatutos a hermandades ocultas en Francia, Dinamarca, Suiza, Estados Unidos y Austria. Había diez grados, de los cuales los primeros cinco eran masónicos.
En 1902 Reuss, junto con Franz Hartmann y Henry Klein, adquirieron los derechos para realizar el rito de Rito of Memphis-Mizraim de la francmasonería al masón inglés John Yarker. La autoridad para ello fue confirmada en 1904 y en 1905. El rito es considerado irregular pero ellos formaron, junto con el Rito de Swedenborg, el núcleo de una nueva orden. Kellner, Reuss, Hartmann y Klein adquirieron autoridad para operar con los ritos de la Orden Martinista del ocultista francés Gérard Encausse y también operaron con una forma clandestina del Rito Escocés derivada de Joseph Cerneau. De William Wynn Westcott, Reuss adquirió una autorización para iniciar una facultad de la Societas Rosicruciana in Anglia en Alemania.
En 1902 Reuss empezó a publicar un periódico masónico, The Oriflamme, como órgano de estos ritos reunidos. Los ritos de Reuss despertaron cierto grado de curiosidad en el medio masónico de habla alemana, ya que la masonería de alto grado no había estado muy extendida en Alemania durante el siglo XIX. La O. T. O. tuvo varios cientos de miembros y afiliados en su apogeo, pero en 1905 y después de la muerte de Kellner, Reuss comenzó a perder seguidores. Reuss fue atacado en publicaciones periódicas masónicas por su supuesta falta de regularidad y credenciales masónicas, y por los supuestos elementos homosexuales en las iniciaciones. Reuss dejó Alemania y se trasladó a Londres en 1906, donde perdió el control de la mayoría de las logias que habían pertenecido a la red O. T. O..
En 1908, Encausse invitó a Reuss a una Conferencia Masónica Internación, donde probablemente conoció a Joanny Bricaud y fue introducido en su Iglesia Católica Gnóstica (conocida por las siglas E. G. C.), que era una rama de la Iglesia Gnóstica de Jules Doinel. Posteriormente, los documentos de la  O. T. O. presentaron la orden como ligada a la E. G. C. aunque más adelante se presentó como autónoma con respeto a la organización de Bricaud.
La magia sexual de los grados superiores de la O. T. O. parece estar basada en los escritos del ocultista estadounidense Paschal Beverly Randolph (1825-1875), que fueron adoptados por la Hermandad Hermética de Luxor (o de la Luz), otro grupo con el que Kellner había estado en contacto y cuyas enseñanzas dijo se había incorporado a la O. T. O.. El erudito Marco Pasi señala, sin embargo, que no hay evidencia que respalde esto y sugiere que Reuss adquirió ideas y técnicas sexuales de Yarker, quien tenía en su poder ciertos escritos inéditos de Randolph.

### Liderazgo de Reuss
Reuss conoció a Aleister Crowley y en 1910 le admitió en los tres primeros grados de la O. T. O.. Dos años después, Crowley fue colocado a cargo de la orden en Gran Bretaña e Irlanda y ascendió hasta el décimo grado. El nombramiento incluyó la apertura de una sección británica de la O. T. O. que fue llamada Mysteria Mystica Maxima o M∴M∴M∴. Crowley fue luego a Berlín para obtener manuscritos instructivos y el título de "Rey Supremo y Santo de Irlanda, Iona y de todos los británicos dentro del Santuario de la Gnosis".
En 1913, Crowley compuso la Misa Gnóstica mientras estaba en Moscú, que describió como la "ceremonia central de celebración pública y privada" de la orden.
En 1917, Reuss escribió una sinopsis de los grados de la O. T. O. en la que el tercer grado figuraba como "Oficio de la Masonería" y enumeraba las iniciaciones involucradas como "Aprendiz ingresado, Compañero, Maestro Masón" y profundizaba en esto con "Instrucción completa en el Arte de la Masonería, incluido el Catecismo de los primeros tres grados, y una explicación de todos los diversos sistemas masónicos". El mismo documento muestra que al cuarto grado de la O. T. O. también se le conoce como el Santo Arco Real de Enoc. Reuss los resumió como el Grado de "Masonería Escocesa", equivalente a "Masonería Escocesa, Caballero de San Andrés, Real Arco", y lo describió como "Instrucción completa en los grados escoceses de la Masonería Antigua y Aceptada".
En 1919, Crowley intentó hacer funcionar esta O. T. O. de base masónica en Detroit, Estado de Míchigan. El resultado fue que fue rechazado por el Consejo del Rito Escocés basándose en que en la O. T. O. los rituales eran demasiado similares a los de la masonería ortodoxa. Habló de esto en una carta de 1930 dirigida a Arnold Krumm-Heller:

Sin embargo, cuando llegó el momento de considerar los detalles prácticos de los rituales a realizar, el Consejo general del Rito Escocés no pudo tolerarlos, basándose en que el simbolismo en algunos lugares se acercaba demasiado al del Masonería ortodoxa de las Logias.

### Liderazgo de Crowley
Crowley escribió que Theodore Reuss sufrió un derrame cerebral en la primavera de 1920. En correspondencia con uno de los oficiales de Reuss, Crowley expresó dudas sobre la competencia de Reuss para permanecer en el cargo. Las relaciones entre Reuss y Crowley comenzaron a deteriorarse, y los dos intercambiaron cartas enojadas en noviembre de 1921. Reuss murió el 28 de octubre de 1923, sin designar un sucesor, aunque Crowley escribió en correspondencia posterior que Reuss lo había designado. El biógrafo de Crowley, Lawrence Sutin, entre otros, pone en duda esto, aunque no hay evidencia a favor o en contra, y ningún otro candidato se adelantó para refutar a Crowley ofreciendo pruebas de sucesión. En 1925, durante una tumultuosa Conferencia de Grandes Maestros, Crowley fue elegido oficialmente como Jefe Externo de la Orden (u O. H. O.) por los jefes administrativos restantes de la O. T. O..
Durante la Segunda Guerra Mundial, las ramas europeas de la O. T. O. fueron destruidas o pasaron a la clandestinidad. Al final de la guerra, el único grupo de la O. T. O. que subsistía era la Logia Agapé de California, aunque hubo varios iniciados en diferentes países. Se estaban realizando muy pocas iniciaciones. En esta época, Karl Germer, que había sido representante de Crowley en Alemania, emigró a Estados Unidos tras ser liberado del confinamiento nazi. El 14 de marzo de 1942, Crowley lo nombró su sucesor como Jefe Externo de la Orden.

### Liderazgo de Germer
Después de la muerte de Crowley, Germer intentó mantener la O. T. O. activa, con éxito cuestionable. Crowley había concedido un permiso para dirigir un campamento de la O. T. O. en Inglaterra a Gerald Gardner, y Germer reconoció a Gardner como el principal representante de la O. T. O. en Europa. Los dos hombres se reunieron en 1948 en Nueva York para discutir planes, pero la continua mala salud de Gardner llevó a Germer a reemplazarlo por Frederic Mellinger en 1951. También en 1951, Germer firmó un contrato para que se realizase un campamento de la O. T. O. en Inglaterra con Kenneth Grant, quien había servido brevemente como secretario de Crowley durante la década de 1940. Sin embargo, Grant fue expulsado y su estatuto revocado en 1955, y a partir de ese momento el representante de la O. T. O. en el Reino Unido fue un miembro del noveno grado, Noel Fitzgerald.

## Enseñanzas e iniciaciones
La O. T. O. fue descrita por Crowley como "la primera de las órdenes del gran Aeon Antiguo en aceptar El libro de la ley". La O. T. O. originalmente tomó material ritual prestado de organizaciones masónicas irregulares y aunque se siguen utilizando algunos simbolismos y lenguaje relacionados, el contexto ha cambiado por el de Thelema y sus principios. Según la página web de la O. T. O. en los Estados Unidos:

La orden ofrece instrucción esotérica a través de rituales dramáticos, guía en un sistema de ética iluminada y compañerismo entre los aspirantes a la Gran Obra de realizar lo divino en lo humano.

Crowley escribió en su obra Confesiones:

[...] O. T. O. está en posesión de un secreto supremo. El conjunto de su sistema está dirigido directamente a comunicar a sus miembros, mediante pistas progresivas simples, esta instrucción tan importante.

Crowley escribió sobre el primer conjunto de iniciaciones:

Los principales objetivos de instrucción son dos. En primer lugar es necesario explicar el universo y las relaciones de la vida humana con ellos.

En segundo lugar, para instruir a todos los hombres cómo adaptar mejor su vida al cosmos y desarrollar sus facultades al máximo. En consecuencia, construí una serie de rituales, Minerval, Hombre, Mago, Maestro-Mago, Mago Perfecto e Iniciado Perfecto, que deberían ilustrar el curso de la vida humana en su aspecto filosófico más amplio.

Crowley describió los rituales de iniciación después del quinto grado del siguiente modo:

Se instruye al candidato en el valor de la discreción, la lealtad, la independencia, la veracidad, el coraje, el autocontrol, la indiferencia ante las circunstancias, la imparcialidad, el escepticismo y otras virtudes, y al mismo tiempo se le ayuda a descubrir por sí mismo la naturaleza del secreto, el objeto apropiado de su empleo y los mejores medios para asegurar el éxito de su uso.

Crowley escribió lo siguiente sobre el conjunto del sistema de la O. T. O. en sus Confesiones:

Ofrece una base racional para la hermandad universal y para la religión universal. Presenta una declaración científica que es un resumen de todo lo que se sabe actualmente sobre el universo mediante un simbolismo simple pero sublime, artísticamente dispuesto. También permite a cada hombre descubrir por sí mismo su destino personal, indica las cualidades morales e intelectuales que necesita para realizarlo libremente y, finalmente, pone en sus manos un arma inimaginablemente poderosa que puede utilizar para desarrollar en sí mismo todas las facultades que pueda necesitar en su trabajo.

La admisión en cada grado implica una iniciación y la realización de un juramento que, según la O. T. O., es similar a los utilizados en la masonería.
El objetivo final de la iniciación en la O. T. O. sería "instruir al individuo mediante alegorías y símbolos en los profundos misterios de la Naturaleza y, de ese modo, ayudar a cada uno a descubrir su propia y verdadera identidad".

## La organización
El cuerpo encargado a nivel nacional de la O. T. O. recibe el nombre de Gran Logia. El 2014 la Gran Logia de Estados Unidos abarcaba 1.508 miembros en 62 cuerpos locales.
Karl Germer expulsó a Kenneth Grant de la O. T. O. en 1955, pero Grant se presentó a sí mismo como cabeza externa de la O. T. O. en una serie de libros. Grant anunció en 1973 la fundación de la Orden Tifoniana.
Marcelo Ramos Motta (1931–1987), escribió que su membresía en la O. T. O. le fue conferida personalmente por Karl Germer. Un tribunal estadounidense determinó que fue iniciado en la O. T. O. por Germer en California en 1955 o 1956. Motta afirmó que la esposa de Germer, Sasha, le había dicho que las últimas palabras de Germer habían designado a Motta como "el seguidor". Demandó sin éxito por la propiedad de los derechos de autor de Crowley ante el Tribunal de Distrito de los Estados Unidos en Maine.

En 2005 la O. T. O. demandó en Australia por difamación al sitio web GaiaGuys por publicar material que acusaba a la O. T. O. de participar en abuso infantil y sacrificios. La O. T. O. ganó el juicio.
En junio de 2008 la O. T. O. ganó un caso de marcas registradas en el Reino Unido: "OTO", "O. T. O.", "Ordo Templi Orientis" y el lamen de la O. T. O. fueron consideradas marcas registradas de la orden.